# Antyslawizm
Antyslawizm (niem. Slawenfeindlichkeit), także: slawofobia – forma rasizmu i ksenofobii, przejawiająca się negatywnym nastawieniem wobec Słowian i przyjmująca formę zachowań dyskryminacyjnych.

## XIX wiek
Antyslawizm rozwinął się pod koniec XIX wieku. Jego podstawy zostały opracowane przez zachodnich zwolenników teorii rasowych: Anglików, Francuzów oraz przede wszystkim Niemców. Houston Stewart Chamberlain w swojej najważniejszej pracy Podstawy XIX wieku (wydanej w niem. Die Grundlagen des XIX Jahrhunderts) z 1899 roku, opowiadał się za wyższością wysokiej, jasnowłosej i długogłowej „rasy Teutonów”. Fizjologiczne cechy stworzonej przez Chamberlaina nowej rasy, zostały później użyte do stworzenia ideału rasowego tzw. typu nordyckiego (w rzeczywistości germańskiego). Zdaniem Chamberlaina, największym zagrożeniem dla „rasy teutońskiej” lub „rasy panów” (niem. Herrenvolk), mieli być Żydzi, a w następnej kolejności Słowianie.
Dużą rolę w podbudowie teoretycznej antyslawizmu odegrał tzw. Ostforschung – interdyscyplinarna pseudonauka będąca wypadkową niemieckich badań dotyczących Europy Wschodniej. Miała ona na celu udowodnienie naukowe przynależności etnicznej i historycznej środkowoeuropejskich ziem znajdujących się w sferze zainteresowania Niemiec. Były to głównie ziemie zamieszkane przez Słowian – Serbołużyczan, Czechów i Polaków.

## XX wiek
Antyslawizm był bardzo częstym składnikiem włoskiego faszyzmu oraz niemieckiego narodowego socjalizmu podczas II wojny światowej.
W latach 20. XX wieku, włoscy faszyści, którzy wysuwali roszczenia terytorialne wobec Jugosławii atakowali Słowian południowych zamieszkujących jej tereny, a szczególnie Serbów oskarżając ich o „skłonności atawistyczne”. Faszystowska propaganda włoska głosiła także, że kraj ten był efektem masońskiej konspiracji, który powstał ze środków loży masońskiej Wielki Wschód.
Antyslawizm był składnikiem niemieckiego nazizmu szczególnie artykułowanym przez wielu nazistowskich funkcjonariuszy z Adolfem Hitlerem na czele, w którego wypowiedziach często pojawiały się sformułowania o traktowaniu Rosjan i Polaków na równi z Żydami. Niemiecki rasizm zawierał dwa podstawowe elementy: antysemityzm oraz antyslawizm, które wiązały się szczególnie ze stworzeniem tzw. „przestrzeni życiowej” dla Niemców we wschodniej Europie „Lebensraum” kosztem mieszkających tam populacji słowiańskich i ludności żydowskiej.